# Цаню Захариев
Цаню (Стефан) Цанюв Захариев (1840 – 9 ноември 1902) е български националреволюционер и представител на Тревненската художествена школа.

## Биография
Роден в Трявна. Син на иконописеца Захаря Цанюв Захариев (1810 – ?). Зографи са и двамата му братя Никола и Кънчо. Учи в Тревненското училище, но го напуска на третата година. Учи иконопис и дърворезба от баща си.
През 1869 г. се жени за Вангели Дабкова от Търново, която почива през 1875 г., оставяйки го с две деца. През 1873 г. се ражда третото му дете – Мария.
Негово дело са иконите в Разград (църква „Св. Николай“ – 1863 г.), Тутракан (църква „Св. Никола“ – 1864 г.), Лясковец („Св. Атанас“ – 1864 г.) и в Конгас, Бабадаг и Касапкьой (1864 – 1865), в Габрово („Св. Богородица“ – 1867 г.), Борисово, Тетово, (1875 г.), Кацелово, Две могили – Русенско, в Русе, Троян, Силистра, в Лесичери, в Разградско, Тулченско и Търновско.
Председател е на Тревненския революционен комитет. Близък съратник на Васил Левски. Запознават се в Тулча през март 1866 г. Три месеца живеят заедно в с. Еникьой Тулчанско. Дори спят на едно легло. Помага му да получи учителско място в селото. В 1872 г. с помощта на тревнанския дюлгерин Пеню Олшански изваждат редовно тескаре на Апостола под името Нико Жеков. Цаню Захариев участва в Тревненската чета през Априлското въстание.
Автор на „Записки на Цаню Захариев по тревненското въстание“.
Умира на 9 ноември 1902 г. в Трявна.